# Teorema de dominio no errante
En matemáticas, el teorema de dominio no errante es un resultado en sistemas dinámicos, probado por Dennis Sullivan en 1985.
El teorema establece que un mapa racional f : C → Ĉ con deg (f)≥2 no tiene un dominio errante, donde Ĉ denota la esfera de Riemann. Más precisamente, para cada componente U en el conjunto Fatou de f, la secuencia
{\displaystyle U,f(U),f(f(U)),\dots ,f^{n}(U),\dots }
eventualmente se volverá periódica. Aquí, f n denota la iteración n veces mayor de f, es decir,
{\displaystyle f^{n}=\underbrace {f\circ f\circ \cdots \circ f} _{n}.}

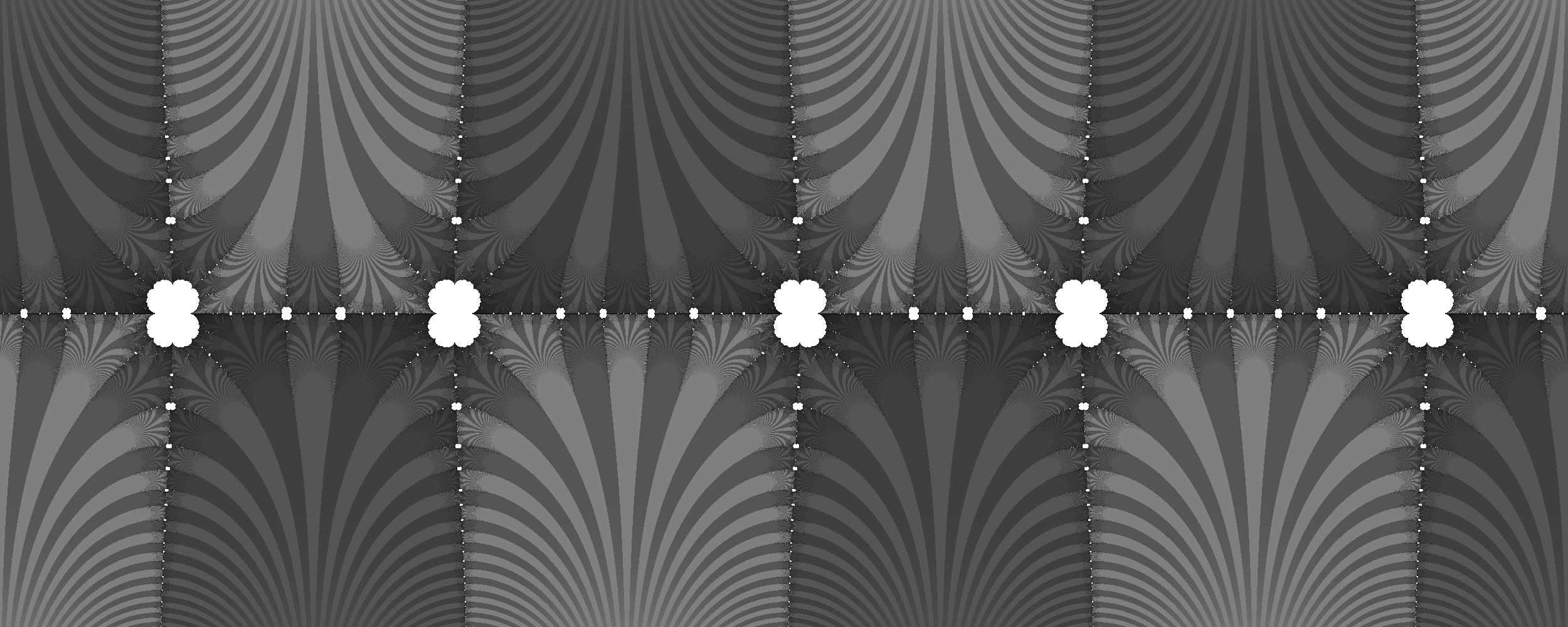
Esta imagen ilustra la dinámica de ; el conjunto de Fatou (que consta en su totalidad de dominios errantes) se muestra en blanco, mientras que el conjunto de Julia se muestra en tonos de gris.

El teorema no es válido para mapas arbitrarios; por ejemplo, el mapa trascendental {\displaystyle f(z)=z+2\pi \sin(z)} tiene dominios errantes. Sin embargo, el resultado puede generalizarse a muchas situaciones en las que las funciones pertenecen naturalmente a un espacio de parámetros de dimensión finita, sobre todo a funciones trascendentales completas y meromórficas con un número finito de valores singulares.